# Rerum Novarum (película)
Rerum Novarum es una película documental de Argentina filmada en colores dirigida por Sebastián Schindel, Nicolás Batlle y Fernando Molnar sobre su propio guion escrito en colaboración con Alejo Flah que se estrenó el 22 de noviembre de 2001. Fue filmada en la ciudad de Luján y en la localidad de José María Jáuregui, ambas de la provincia de Buenos Aires y contó con la asesoría general de David Blaustein y Humberto Ríos.

## Sinopsis
Documental sobre la orquesta Rerum Novarum, fundada en 1937 en la localidad de José María Jáuregui, por parte de un grupo de trabajadores de la algodonera Flandria. Pese a que esta fábrica cesó su actividad, la banda sigue reuniéndose a tocar.

## Comentarios
Diego Papic en cinenacional.com dijo:

”Un monumento…como ejemplo de sutileza y alejamiento de lo panfletario…hacia el final se pone emocionante y un poco lacrimógena. Pero ver a esos hombres que no lloran por impotencia sino por emoción es estimulante”.

Álex Latorre en Filmonline.com opinó:

”…el espectador se siente cómplice de la película, se siente cercano a una historia que pasó  y pasa por aquí, al lado de uno, y sobre todo, que lo involucra”.

## Premios y distinciones
Fue seleccionado para participar en los Festivales internacionales de Oslo, del Nuevo Cine Latinoamericano de La Habana y de Bélgica y declarado de interés municipal por la intendencia de Luján. Ganó el primer premio a la mejor película en el III Festival de Cine IDAC y en el III Concurso de Posproducción organizado por la Organización Católica de Cine y la Federación Iberoamericana de Productores. La crítica belga le otorgó en 2003 el Premio Dirk Vandersypen que distingue al mejor documental televisivo en Latinoamérica, que tiene como requisitos explorar «temas sociales y mostrar una genuina preocupación por las personas».